# DKISS
DKISS est une chaîne de télévision privé espagnol appartenant à Grupo KISS Media, avec une programmation de cour généraliste pour un public, principalement, jeune-adulte. Le groupe aussi possède la chaîne de télévision locale Hit TV et les émettrices de radio Kiss FM et Hit FM. La chaîne a commencé ses émissions régulières le 28 avril 2016 pour être à plein fonctionnement dans le mois de mai du même an. Le 15 mars 2016, Discovery Communications est arrivé à un accord avec Grupo KISS Media pour émettre contenu exclusif, en comprenant sa marque dans la dénomination de la chaîne à travers le D de DKISS.

## Histoire
Après que le Conseil de Ministres a accordé à Grupo KISS Media l'une des trois licences de la TNT en définition standard, décernée le 16 octobre 2015, le groupe audiovisuel a annoncé qu'il lancerait une chaîne généraliste (sans nouvelles) et sa propre production destinée à un public de 20 à 40 ans,.
Plus tard, il a été annoncé que la chaîne serait exploitée sous la marque Quiero TV. Peu de temps après, Grupo KISS Media a rectifié et confirmé que la chaîne utiliserait la marque 9Kiss TV pour la chaîne nationale, en changeant la de la chaîne locale par Hit TV. 9Kiss TV arriverait le 28 avril 2016.
Cependant, Grupo KISS Media a conclu un accord de cession de contenus par part de Discovery Communications, et s'a confirmé que la chaîne enfin se dénommerait DKISS.

## Image corporative

Ancien logotype de DKISS.
Actuel logotype de DKISS.

## Voyez-vous aussi
- Télévision Digitale Terrestre en Espagne
- Kiss FM
- Hit FM
- Hit TV

## Tu raccordes externes
- DKISS
- Guide TV de DKISS